# Hans Reinowski
Hans Reinowski (Bernburg, 28 de janeiro de 1900 - Darmstadt, 3 de janeiro de 1977) foi um jornalista, escritor e político alemão, representante do Partido Social Democrata. Ele foi o autor da brochura Terror em Braunschweig, publicada em Zurique, 1933.